# 陕西话
陕西话是陕西的汉语方言，由于陕西地区的历史、地理、政治及迁徙等因素影响，陕西话在陕西不同地区，从语音到词语都有大的差异。陕北与陕南人使用的方言相差甚远。外省人一般意义上的陕西话，以关中片的西安方言为代表。

## 分类
- 中原官话
  - 关中片、秦陇片:
    - 东府话，在周至、乾县、永寿以东
    - 西府话，在眉县、扶风、麟游以西

- 晋语
  - 志延片、五台片、大包片 (陕北话)：
    - 北部话，在榆林、靖边、神木等
    - 中部话，在绥德、清涧、子长等
    - 南部话，在延安、延长、延川等
- 西南官话
  - 汉中话 (陕南话):
    - 东部话，在镇安、商南、柞水等
    - 西部话，在汉中、城固、石泉等

## 方言岛
关中各市，皆有河南方言母语者聚居区域，多是二十世纪四十年代初、六十年代初逃难而来 ，且聚居区多靠近铁路线。近年，亦有为就学、就业而移居关中地区的河南人。据估计，在陕河南方言使用者有数百万人。

关中东部地区的三原、高陵、阎良、富平、蒲城、大荔等区县分布着大量的山东方言岛

商洛商州区黑龙口镇罗家湾村，是客家话方言岛。